# Anemia eximia
Anemia eximia är en ormbunkeart som beskrevs av Taub. Anemia eximia ingår i släktet Anemia och familjen Anemiaceae. Inga underarter finns listade.